# Виленский монетный двор
Ви́ленский моне́тный двор — основной центр производства металлических денег Великого княжества Литовского, существовавший с конца XV века по 1667 год.
Начал выпускать серебряные денарии при Кейстуте и Витовте. В конце XV — начале XVI веков выпускал денарии, полугроши и гроши. С XVI начался выпуск золотых монет, в 1665—1666 годах выпускались медные монеты.
При Сигизмунде II Августе стал центром монетной эмиссии как в Великом княжестве Литовском, так и в Королевстве Польском. В это время выпускал денарии двойные, полугроши, гроши, двояки, трояки, чвораки, шостаки, полуталеры, талеры, дукаты, португалы (10 дукатов).
При Сигизмунде III выпускал шелеги, гроши, трояки, дукаты, полупортугалы и португалы с гербами подскарбиев, при Владиславе IV — португалы, при Яне Казимире — мелкие монеты, а также шостаки, орты, полудукаты и дукаты.
До Люблинской унии 1569 монеты имели особую стопу и чеканились с изображением герба Великого княжества Литовского — Погони, позже гербы Великого княжеств Литовского и Королевства Польского, в середине XVIII века иногда выпускали монеты с изображение только герба Великого княжества Литовского, что было проявлением так называемого «литвинского сеператизма».
Во время раскопок в Вильне конца XX — начала XXI веков были найдены материальные свидетельства производства монет.